# Titánomachie

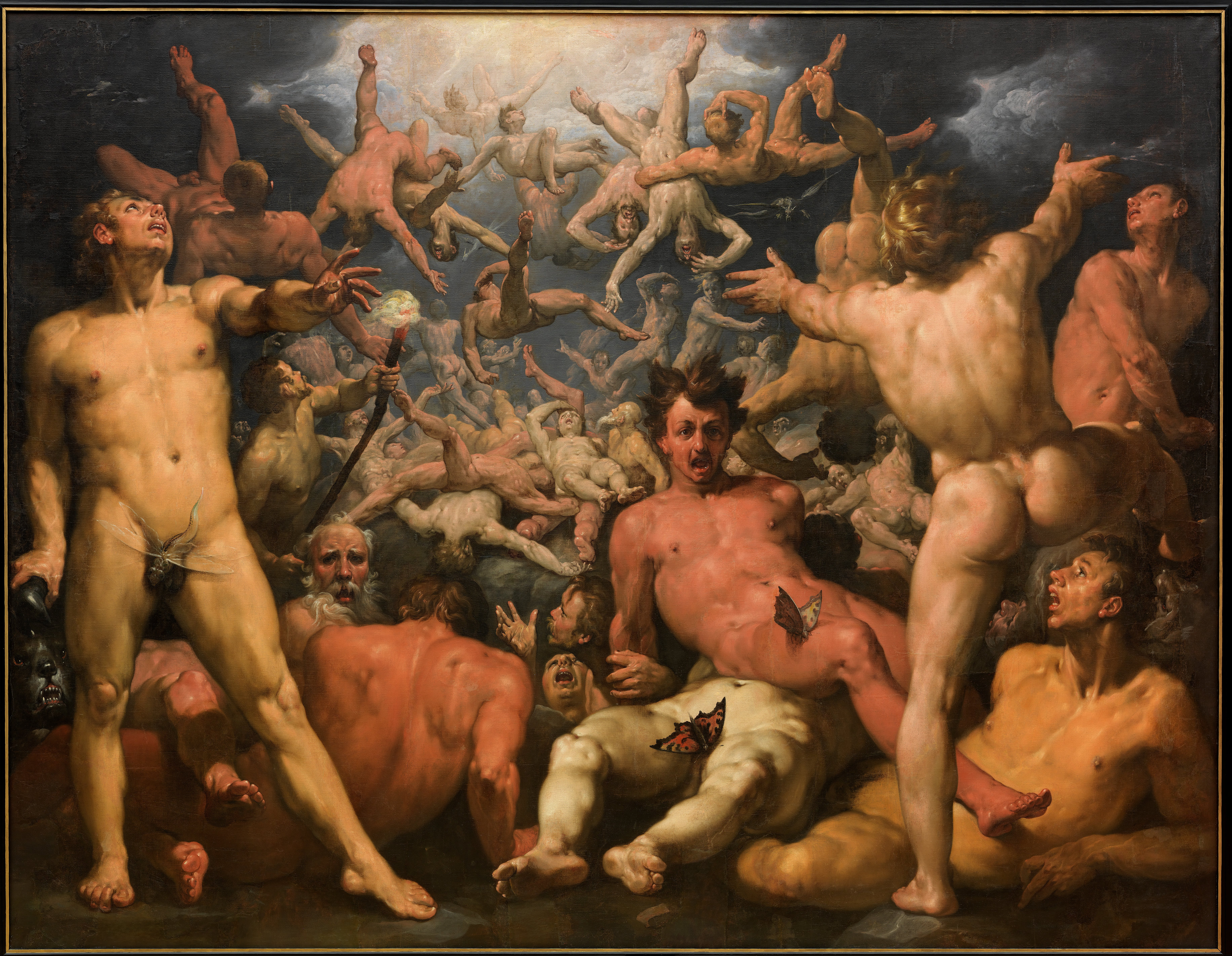
Cornelis van Haarlem, Pád titánů, 1588-1590

Titánomachie (starořecky Τιτανομαχία, Titanomachia „válka Titánů“) je v řecké mytologii konflikt mezi Kronem s ostatními Titány a Diem a jeho sourozenci. Někdy, a to už v pozdně antických zdrojích, bývá zaměňována s gigantomachií, konfliktem mezi giganty a olympskými bohy, který se odehrál později. Titánomachie je také název eposu připisovaného Eumélovi z Korinthu nebo Arktínovi z Mílétu, který je však ztracen a zachoval se jen ve výtazích a fragmentech.
Podle Hésiodovy Theogonie svolal Zeus bohy na Olymp a slíbil těm, co se přidají na jeho stranu, že nepřijdou o svou pozici a pokud žádnou dosud neměli, že jí získají. Druhým nejstarším známým pramenem o titánomachii je stejnojmenný epos. V částech, které jsou nám známy se však nedochovalo nic o povaze toho konfliktu. Aischylos v Upoutaném Prométheovi zmiňuje, že se Prométheus, poté, co Titáni odmítli jeho rady, přidal i se svou matkou Themidou na stranu Dia a že je jeho zásluhou, že Titáni jsou uvězněni v Tartaru. Pseudo-Apollodórova Bibliothéka uvádí, že Gaia na počátku války věštila Diovi vítězství, přičemž na podobnou příznivou věštbu bez zmínění Gaii narážel již Anakreón. V souladu s proroctvím tak zabil Kampé a osvobodil kyklopy a hekatoncheiry. Kyklopové mu na oplátku darovali jeho hromoklín a hekatoncheirové střežili uvězněné Titány. Na stranu Dia se ve válce přidal také Titán Okeános, jeho dcera Styx a její děti.